# 이한응
이한응(李漢應, 1874년 10월 30일 ~ 1905년 5월 12일)은 본관은 전의이고 대한제국의 관료, 외교관이다. 순국 열사(殉國 烈士)로 자는 경천(敬天)이며 호는 국은(菊隱)이고 李漢膺(이한응)이라는 일명으로도 불리었다.
이명호(李命鎬, 1846~1886)의 둘째 아들로 태어나 1892년 한성관립영어학교를 졸업하고 1894년 진사시에 합격하였다. 곤양(현 경남 사천) 군수였던 삼촌 이경호(李璟鎬, 1858~1894)가 동학 농민 운동에서 농민군을 진압하던 도중 황토현 전투에서 전사한 뒤  이경호 밑으로 출계하였다. 1899년 한성관립영어학교 교관으로 선출되었다.
1901년 3월 영국·벨기에 주차(駐箚)공사관 3등 참사관으로 임명되어 영국 런던에 공사 민영돈과 함께 부임하였고 1903년 통정대부에 오르고 1904년 주영공사 민영돈의 귀국으로 서리공사가 되었다. 이한응은 1904년 1월 13일 영국 대외사무소(Foreign Office)를 방문하여 한반도 정세분석에 관한 10쪽의 서한과 메모를 전달하는 것으로 공사 업무를 시작했다. 그는 서한에서 극동정세가 급속도로 변하고 있다고 지적하며 영국 정부가 극동, 특히 한반도 문제에 관심을 가져줄 것을 요망하면서 한국의 독립과 주권 그리고 영토보존 보장 등 5개항을 영국 정부가 보장해 주도록 요청했다. 그러나 그는 약소국의 대표였고 예상대로 당시 외부장관인 랜즈다운 경을 비롯한 영국 정부는 냉담한 반응을 보였다.
나라의 외교권이 빼앗기는 을사늑약을 앞두고 1905년 5월 12일 영국 런던에서 유서를 남기고 스스로 목숨을 끊었다. 사후 고종의 특명으로 시신은 용인으로 옮겨져 안장되고 장충단 배향 및 내부협판에 추증되었다. 1962년 건국훈장 독립장이 추서되었다.
이한응 열사가 서리공사로 일해오다 스스로 목숨을 끊은 장소인 Earl's Court의 4 Trebovir Rd 건물은 그 역사적 가치가 인정되어 2023년 10월 동판이 제작되어 윤여철 주영한국대사가 참석한 현판식을 거행하였다.(연합뉴스보도)

## 유서
오호라 국가는 주권이 없고 인종은 평등을 상실하여 각종 교섭에 치욕이 그지없으니 이 어찌 피끓는 자가 참을 수 있는 일인가. 오호라 장차 종묘 사직은 망하고 민족은 노예가 될 것이다. 구차하게 살아남아 치욕을 더하는 것보다 차라리 한순간에 모든 것을 잊는 것이 옳을 것이다.— 

#### 형님께 보내는 유서
형님인 이한풍에게 보내는 유서
 시운이 이렇게 되니 다만 죽을 뿐이요, 살 길이 없습니다. 나라에 충성을 다 못하고 어버이께 효도를 다 못하오니, 이 어찌 즐겨할 일이 오리까. 사세 궁하게 되오니 어찌할 길이 없습니다. 이른 바 형편이 과연 면할 길이 없아오나 그 중에 가련하기는 지은 죄가 없는 사람이 이 무슨 원통한 일이리오, 가혼 이후에 별로 즐거움도 없었고 4,5년이나 서로 나누어 있어 아들 아이도 하나 못보고, 이제 길이 작별하게 되니 이 일이 원한이로소이다. 사세 이렇건만 어찌하리까. 기별을 들으시더라도 너무 염려 마옵시기를 바라옵고 생양모친 위로하시고, 제 처에게도 잘 개유하시어 어린 딸이나 잘 길러 모든 근심을 잊도록 하여 주십시요. 사체가 고국에 돌아가는 날에는 용인 선산밑 양지에 깊이 묻어 주시옵소서. 이 곳에 수년 있는 동안에, 월봉으로 몇 천원 저축이 있아온데, 지금 영국은행에 맡긴 것이 二千八十四원 十六전인데 그 가운데 천 여원은 반드시 시체 운반비로 쓰일 것이나, 이것은 후에 외무부에서 지불하여 줄 것입니다. 그리고 공사관 비용이 모자라서 채워쓰고, 아직 못 찾은 것이 二千一百八十四원 十六전인 바 그 중에서 四百八十四원 十六전은 몇 달 식비로 제할 것이요 금년 봄 석달 동안 찾지 못한 월봉이 一千五百三十三원이요. 또 이 四月 몇일 동안 월봉이 몇백원 될터이오니 런던은행과 우리 외무부에서 찾을 돈이 모두 지폐로 六千여원 됩니다. 바라옵건데 이 돈을 찾으시어 가족을 대리고, 시골에 내려가시어 조용한 곳에 전토나 사가지고, 부지런히 농사나 지으시고, 생양모친 위양하시고, 세상 일에 휩싸이지 말으시면 어떠하올지? 끝의 아우 한승은 시무(時務)에 눈 뜨지 않게 하여 주시고, 부디 이 돈으로 전토를 사신다면, 가히 벼 백석이나 얻을 것이오니 두어집 호구는, 되실 것입니다. 남은 일은 길 게 말씀 드리지 아니 하렵니다. 다만 양자에 대해서는, 이후에 끝아우 한승이가 만일 아들이 셋이 되면 한아이 뜻을 머물어 주시옵기 바라옵니다. 멀리서 백번 절하고 글을 올립니다. -음 四월 九일 사제 한응 올림

#### 부인께 드리는 유서
상장. 오래 편지 못하여, 향렴 간절 하옵니다. 나는 별반 죄악은 없으나, 시운이 불행하여 이에 작별하니 진실로 원통하고 섭섭합니다. 그렇지만 사제 형편이 죽는 것이 사는 것 보다 나으니, 나은 것을 취할 수밖에 없습니다. 생각하니 당신이 참으로 불쌍합니다. 나의 일 과히 생각하지 말으시고 생양가모친 위로 하시고, 어린 딸 잘 길러 자미드리시기 바랍니다. 나는 덕이 없고 복이 없는 사람이오니, 생각하지 말고, 형님에게 의지하셔서 살으시옵소서. 찾을 돈은 한 육천여원이 되나봅니다. 집안 일은 다 형님께 말씀 올렸사옵기, 이만 씁니다. - 음 사월 구일  죄인 이 한 응 상장

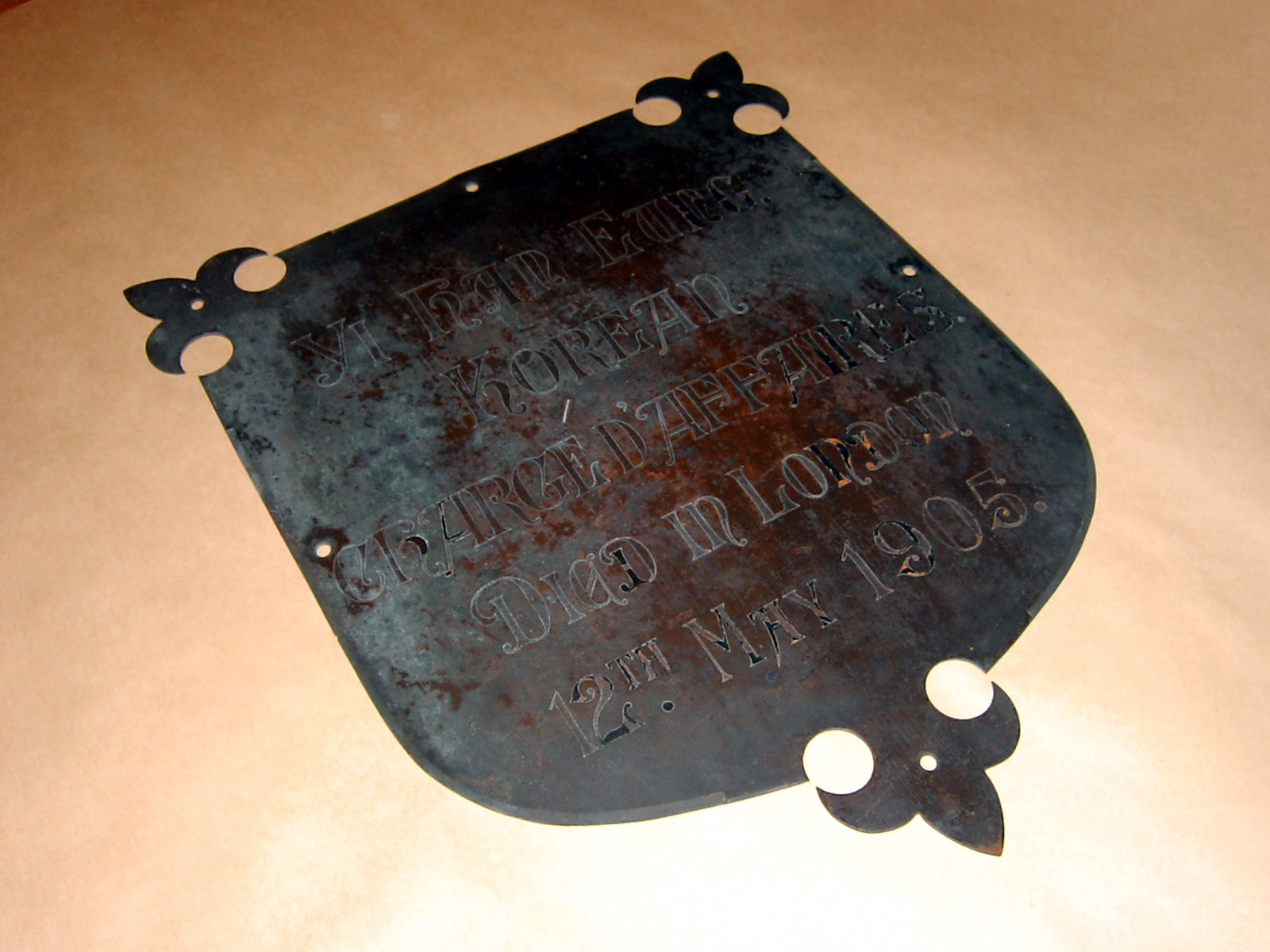
이한응 열사의 유해가 실려온 관 뚜껑의 금속장식. 'Yi Han Eung Korean Charges d'Affaires Died in London 12th May 1905'라고 씌여있음

## 추모활동

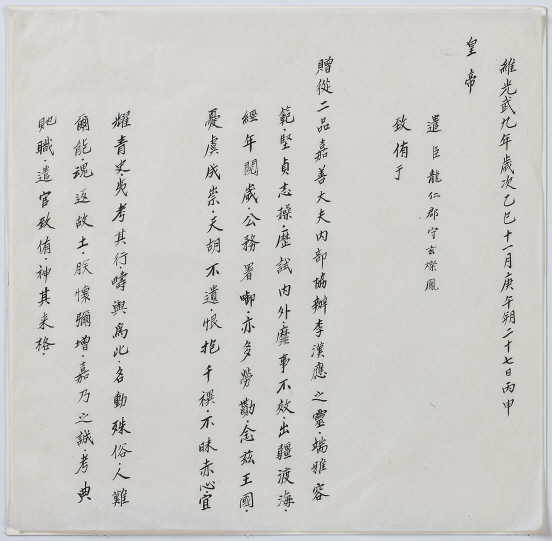
고종황제 치제문

- 이한응 묘 - 용인시의 향토유적 제49호
- 1905. 11. 고종황제, 치제문 내리고 종2품 가선대부(嘉善大夫) 내부협판(內部協辦) 추서

 유 광무 9년 세차 을사 11월 경오삭 27일 병신. 황제는 그 신하 용인군수 현찬봉을 보내어 증 종 이품 가선대부 내부협판, 이 한응의 영혼 앞에 말을 고하노니, 그대는 몸 가짐이 아름답고, 뜻가짐이 곧고 굳으며, 안팎의 일을 모두 잘 돌보더니, 지경 밖 바다건너에서 여러 해 지내는 동안에, 또한 노적(勞勣)이 많았도다. 이 나라를 근심해 병이 되어 하늘도 무심하게 다려가고 마니, 깊은 한이 천년이나 품을지라 썩지 않을 붉은 마음은 마땅히 청사에 빛나리라, 그 행적을 살펴보니, 누구러 더불어 견줄 바이리오. 이름이 다른 풍속에 움직이니, 그대 따를 이 없다. 혼령이 고토(故土)에 돌아왔으니, 나의 회포 더 하노라. 이에 그대의 정성을 아름답게 여겨, 법전을 살펴 벼슬을 돋우고, 관원을 보내어 말로 고하노니, 그대 내 뜻을 알아주오.
- 1962년 건국훈장 독립장 서훈
- 1964년 10월 순국기념비 제막 보관됨 2022-02-06 - 웨이백 머신. 정일권 국무총리 등 참석
- 1995년 5월 12일, 이한응 열사 순국 90주기 추모식 (동국대학교)

추모강연 : 윤병석 인하대 명예교수
- 2005년 5월 12일, 이한응 열사 순국 100주기 추모식 (동국대학교 예술회관)

개회사 : 이홍구 전 국무총리
추모사 : 이태식 외교통상부 차관, 김학준 동아일보 사장
추모강연 : 구대열 이화여대 교수

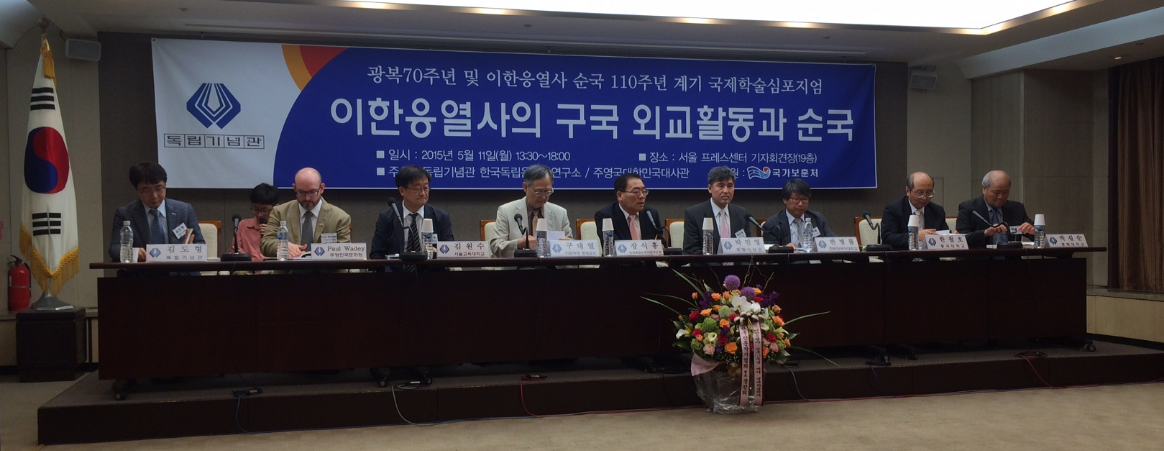
이한응 열사 순국110주년계기 국제학술회의

- 2015년 5월 11일, 광복 70주년 및 이한응 열사 순국 110주년 계기 국제학술회의 (서울 프레스 센터)

주최 : 독립기념관 한국독립운동사연구소, 주영국대한민국대사관
후원 : 국가보훈처
개회사 : 윤주경 독립기념관장
초청강연 : 구대열 (이화여대 명예교수), 김원수 (서울교대 교수), Paul Wadey (Korean Culture Center UK), 김도형 (독립기념관 책임연구위원)
- 2016년 11월, 이 달의 독립운동가로 선정 (공훈전자사료관 자료)
- 2024년 10월 30일, 이한응 열사 탄신 150주년 기념 헌화식 (장충단공원 순국기념비 앞)
- 2025년 5월 12일, 이한응 열사 순국 120주기 기념식 (외교타운 KNDA홀)

기념사 : 윤여철 (주영국대사), 박은하 (전영국대사), 김현욱 (세종연구소장), 이재승 (일민국제관계연구원장)
초청강연 : 오준 (세이브더칠드런 이사장, 전UN대사), Paul Wadey (주영한국문화원 홍보담당)